# Ross Alexander
Pour les articles homonymes, voir Alexander.

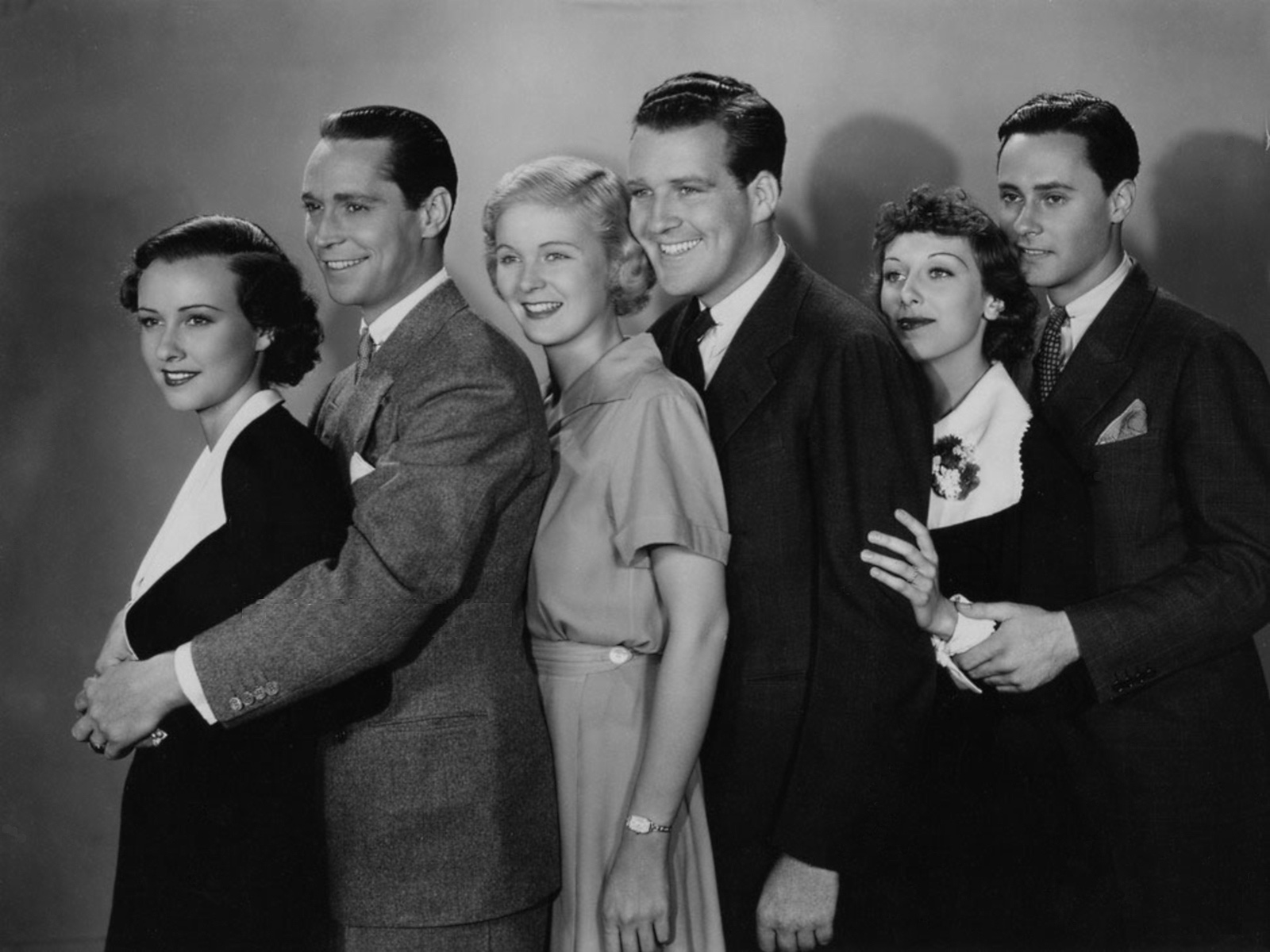
De g. à d. : Margaret Lindsay, Franchot Tone, Jean Muir, Dick Foran, Ann Dvorak et Ross Alexander, dans Gentlemen Are Born (1934, photo promotionnelle)

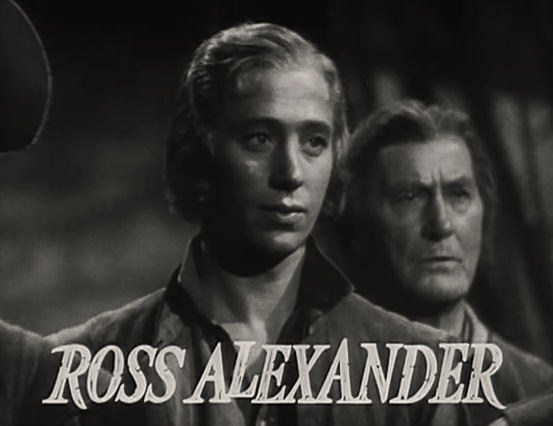
Dans Capitaine Blood (1935)

Ross Alexander est un acteur américain, né Alexander Ross Smith le 27 juillet 1907 à New York — Arrondissement de Brooklyn (État de New York), mort le 2 janvier 1937 à Los Angeles (Californie).

## Biographie
Ross Alexander (nom de scène) débute adolescent au théâtre à Broadway, dans la pièce Enter Madame (en) (avec Gavin Muir, Norman Trevor et Blanche Yurka), représentée d'août 1920 à avril 1922. Suivent dix autres pièces sur les planches new-yorkaises, entre 1926 et 1934, dont Let Us Be Gay de Rachel Crothers en 1929 (avec Warren William).
Au cinéma, il contribue à dix-sept films américains, le premier étant The Wiser Sex (en) de Berthold Viertel (avec Claudette Colbert et Melvyn Douglas), sorti en 1932. Le dernier est le film musical Ready, Willing, and Able de Ray Enright (avec Ruby Keeler et Allen Jenkins), sorti le 6 mars 1937, deux mois après sa mort prématurée par suicide.
Dans l'intervalle, mentionnons Mademoiselle Général de Frank Borzage (1934, avec Dick Powell et Ruby Keeler), Le Songe d'une nuit d'été de William Dieterle et Max Reinhardt (1935, avec Ian Hunter et Verree Teasdale) et Capitaine Blood de Michael Curtiz (1935, avec Errol Flynn et Olivia de Havilland).

## Théâtre à Broadway (intégrale)
- 1920-1922 : Enter Madame de Gilda Varesi et Dolly Byrne : rôle non-spécifié
- 1926-1928 : The Ladder de J. Frank Davis : William Matteson / Maître William Warren / Lord William Sedley / William Covill
- 1929 : Let Us Be Gay de (et mise en scène par) Rachel Crothers : Bruce Keen
- 1930-1931 : That's Gratitude de (et mise en scène par) Frank Craven : William North
- 1931 : After Tomorrow[1] de John Golden et Hugh Stanislaus Stange : Pete Piper
- 1932 : The Storck Is Dead d'Hans Kottow, adaptation de Fanny et Frederic Hatton : Comte René de Gaumont
- 1932-1933 : Honeymoon de Samuel Chotzinoff et George Backer, mise en scène de Thomas Mitchell : Sam Chapman
- 1933 : The Party's Over de Daniel Kusell, mise en scène d'Howard Lindsay : Martin
- 1933 : Under Glass d'Eva Kay Flint et George Bradshaw : Tony Pell
- 1934 : The Wooden Slipper de (et mise en scène par) Samson Raphaelson : André
- 1934 : No Questions Asked d'Anne Morrison Chapin : Sonny Reburn

## Filmographie complète
- 1932 : The Wiser Sex (en) de Berthold Viertel : Jimmy O'Neill
- 1934 : Social Register de Marshall Neilan : Lester Trout
- 1934 : Mademoiselle Général (Flirtation Walk) de Frank Borzage : Cadet Oscar « Oskie » Berry
- 1934 : Gentlemen Are Born d'Alfred E. Green : Tom Martin
- 1935 : Going Highbrow de Robert Florey : Harley Marsh
- 1935 : Le Songe d'une nuit d'été (A Midsummer Night's Dream) de William Dieterle et Max Reinhardt : Demetrius
- 1935 : Maybe It's Love (en) de William C. McGann : Rims O'Neil
- 1935 : Capitaine Blood (Captain Blood) de Michael Curtiz : Jeremy Pitt
- 1935 : We're in the Money de Ray Enright : C. Richard Courtney alias Carter
- 1935 : Amis pour toujours (Shipmates Forever) de Frank Borzage : Lafayette « Sparks » Brown
- 1936 : Le Grand Barrage (Boulder Dam) de Frank McDonald : Rusty Noonan
- 1936 : Courrier de Chine (China Clipper) de Ray Enright : Tom Collins
- 1936 : Brides Are Like That de William C. McGann : Bill McAllister
- 1936 : Sa vie secrète (I Married a Doctor) d'Archie Mayo : Erik Valborg
- 1936 : Hot Money de William C. McGann : Chick Randall
- 1936 : Here Comes Carter de William Clemens : Kent Carter
- 1937 : Ready, Willing and Able de Ray Enright : Barry Granville

## Note
1. ↑  Cette pièce a été adaptée au cinéma en 1932 sous le même titre original, dans une réalisation de Frank Borzage.